# Пига рудогуза
Пи́га рудогуза (Lipaugus uropygialis) — вид горобцеподібних птахів родини котингових (Cotingidae). Мешкає в Перу і Болівії.

## Опис
Довжина птаха становить 26-30 см, враховуючи довгий хвіст. Забарвлення переважно тьмяно-сіре, верхня частина тіла і крила більш темні. Живіт, гузка і надхвістя руді. У самців махові пера вузькі, сильно вигнуті, у самиць вони менш видозмінені. Голос гучний, схожий на крик папуг-аратинг.

## Поширення і екологія
Довгохвості пиги мешкають на східних схилах Анд на крайньому південному сході Перу (Кордильєра-де-Аполобамба на сході Пуно) і в Болівії (Ла-Пас, Кочабамба). Вони живуть в середньому ярусі вологих гірських субтропічних лісів та на узліссях. Зустрічаються на висоті від 1800 до 2750 м над рівнем моря. Живляться плодами, іноді також безхребетними.

## Збереження
МСОП класифікує цей вид як вразливий. За оцінками дослідників, популяція рудогузих пиг становить від 600 до 1700 дорослих птахів. Їм загрожує знищення природного середовища.